# 京都リサーチパーク
京都リサーチパーク（きょうとリサーチパーク、Kyoto Research Park, 略称: KRP）は、1989年開業の京都府にあるサイエンスパーク。産業の研究開発、ベンチャービジネス支援を目的として、京都市下京区の大阪ガス京都工場跡地に賃貸オフィスや研究開発スペースが建設されている。
なお、大阪ガス京都工場は山陰本線（嵯峨野線）を挟んで東側の島原工場と西側の朱雀工場を統合した名称で、京都リサーチパークはもと朱雀工場跡地を転用した施設である。もと島原工場跡地は京都市中央卸売市場第一市場の青果1号棟・2号棟に転用されている。

## 歴史
出典：

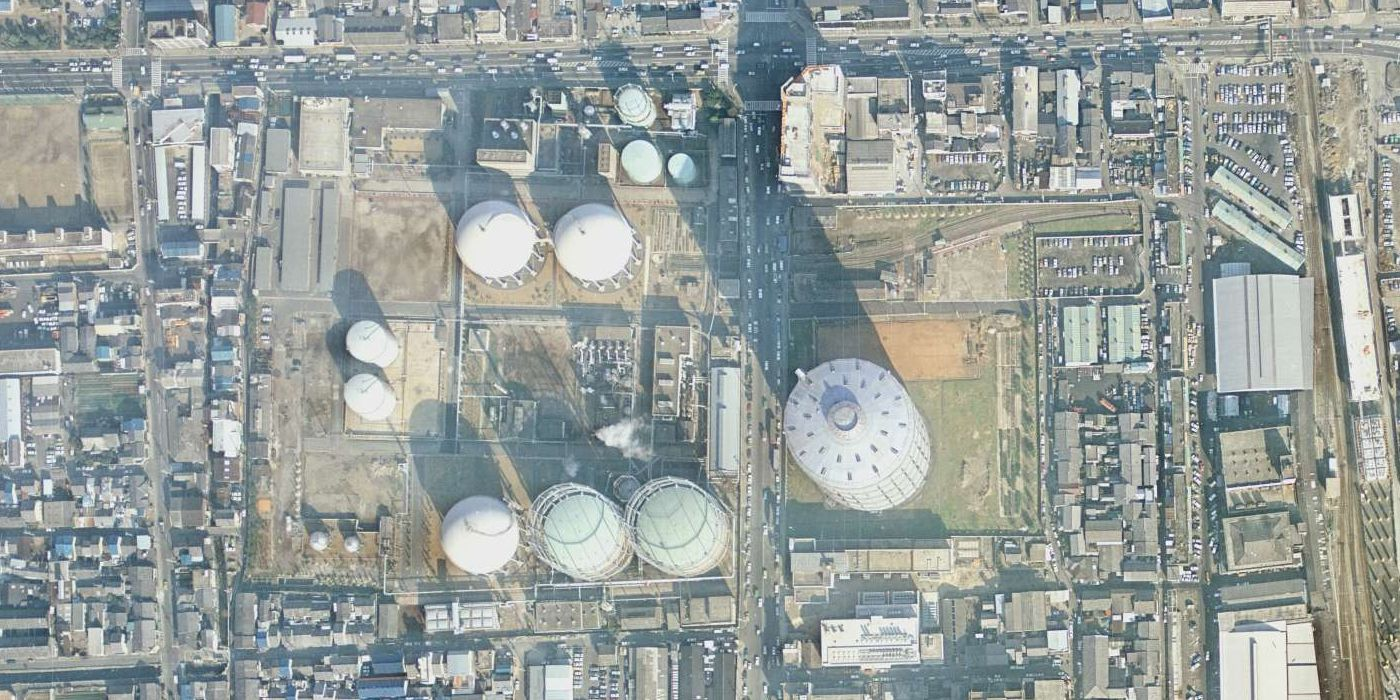
付近の航空写真（1975年）

- 1907年 - 京都競馬会が葛野郡大内村・七条村に京都競馬場（島原競馬場）を開設。
- 1909年 - 京都ガス設立。
- 1910年 - 島原遊廓の北隣に京都ガス島原工場が竣工。
- 1912年 - 競馬場が焼失（1913年船井郡須知町へ移転。1925年紀伊郡向島村の現在地へ再移転）。
- 1928年 - 競馬場跡地の北半にあたる場所に京都ガス朱雀工場が竣工。
- 1945年 - 大阪ガスが京都ガスを合併。
- 1952年 - 島原・朱雀両工場を京都工場と改称。
- 1978年 - 京都工場が一部を残して操業終了。
- 1981年 - もと島原工場跡地に京都市中央卸売市場第一市場の青果1号棟・2号棟が竣工。
- 1983年 - 工場施設の撤去がほぼ完了。
- 1987年 - 大阪ガス100%出資で「京都リサーチパーク株式会社」設立。
- 1989年 -東地区（もと朱雀工場跡地の七本松通以東）がオープン。
- 1992年 - 西地区（もと朱雀工場跡地の七本松通以西）にKRPガスビルがオープン。以後、西地区には2010年（平成22年）までに3号館〜9号館が建設される。
- 1999年 - 大阪ガスグループの再編に伴い、同グループ内の不動産会社アーバネックス（現・大阪ガス都市開発）が100%出資する新会社「京都リサーチパーク」設立。
- 2017年 - KRP Pista（ピスタ）建設。
- 2021年 - KRP10号館竣工。
- 2022年 - ASTEM棟（京都高度技術研究所ビル）を京都市から大阪ガス都市開発に売却。

## リサーチパーク概要

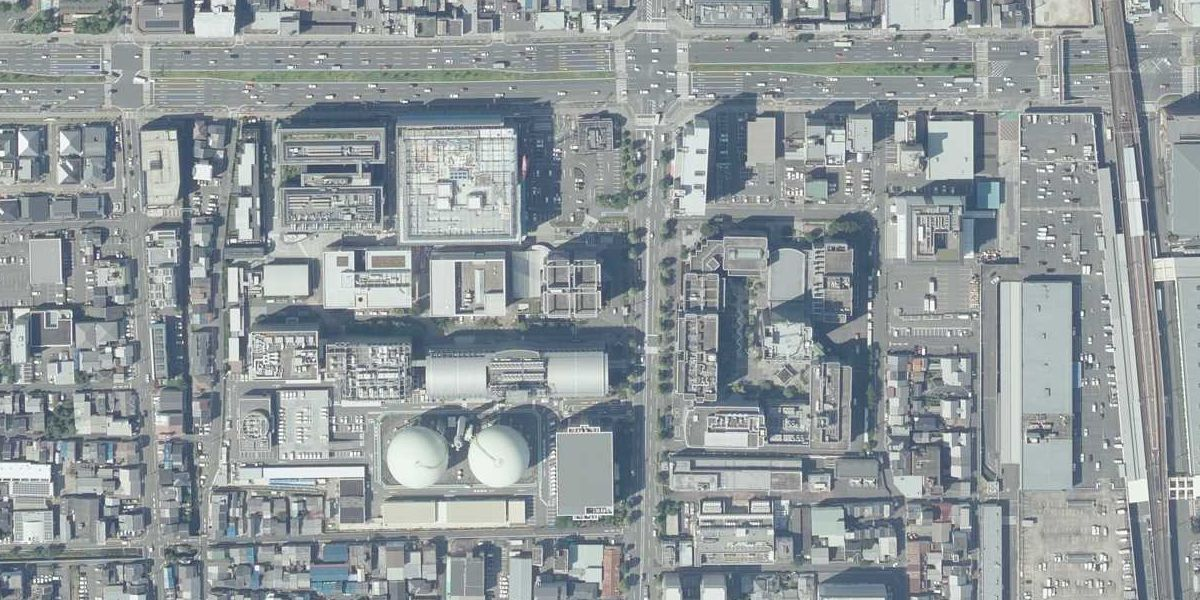
付近の航空写真（2020年）

1999年（平成11年）に設立された大阪ガスグループの京都リサーチパーク株式会社が管理・運営を行っている。
なお、1987年に設立された京都リサーチパーク株式会社（初代）は1999年7月に同じ大ガスグループの株式会社アーバネックス（現・大阪ガス都市開発）に吸収合併されている。日本で初めて純民間資本により開業したリサーチパークだった。
敷地は東地区が1.7haで中堂寺南町にあり、西地区は4.3haで中堂寺粟田町と西七条赤社町にまたがって所在する。
KRPが管理する1号館 - 10号館及びスタジオ棟、KRPガスビル（大阪ガス京滋事業所）、ASTEM棟などがある。KRP地区全体として約500社の企業が入居し、5000人程度が働いている。
京都ONE（京都市が主導する地域IX）、京都デジタル疏水ネットワーク（京都府が整備した府内情報通信網）、NCA5（京都大学を中心とした学術系第5地区ネットワーク）などと接続し、京都のネットワーク基盤の拠点にもなっている。
京都リサーチパーク株式会社の運営においては数多くの問題点が指摘されている。管理職が数年ごとに親会社の大阪ガスから任命されて着任するがその度に業務内容が変わり一貫性がない組織運営で人が定着しないとの指摘が数多く上がっている。
なお、1999年にKRPが開設されて以降 2016年10月時点でのトップは8代目の1年目、2018年4月1日より後任の9代目、2022年4月1日より10代目、2025年4月1日より11代目のトップとなっている。
転職サイトの記載を確認すると人員に関する状況が段々と悪化しているのが見て取れる。
一部で京都リサーチパーク株式会社社員の不祥事の放置や賃金未払いが発生しているが、親会社のコンプライアンスデスク含め監督者までもが引き継ぎなく入れ替わり実質機能していない指摘もある。

## 入居企業
京都府産業支援センター、京都市産業技術研究所など支援機関も入居している。
- スプレッド
- ナブテスコR&Dセンター
- LG Japan Lab株式会社京都R&D Center[7]
- 株式会社ジャストイット[8]

かつて入居していた企業
- 株式会社はてな（2004年4月まで）
- ビデオシステム株式会社
- 株式会社まぐまぐ京都オフィス

## 送信施設
- 当施設サイエンスセンタービルにはコミュニティ放送局である京都コミュニティ放送の送信所が置かれている。

| 周波数  | 放送局名                                            | コール サイン | 空中線電力 | ERP | 放送対象 地域      | 放送区域 内世帯数 | 開局日         |
| ------- | --------------------------------------------------- | ------------- | ---------- | --- | ------------------ | ----------------- | -------------- |
| 79.7MHz | 京都コミュニティ放送 「愛称・京都三条ラジオカフェ」 | JOZZ7AY-FM    | 20W        | 32W | 下京区及び周辺地域 | 約44万世帯        | 2003年 3月31日 |

## アクセス
- JR西日本山陰本線（嵯峨野線） 丹波口駅
- 京都市バス 京都リサーチパーク前停留所